# Kajetanów (województwo mazowieckie)
Kajetanów – wieś w Polsce położona w województwie mazowieckim, w powiecie radomskim, w gminie Iłża. Ma status sołectwa.
W latach 1975–1998 miejscowość administracyjnie należała do województwa radomskiego.
Wierni Kościoła rzymskokatolickiego należą do parafii św. Izydora i św. Jadwigi Śląskiej w Alojzowie.